# Megalòpoli
|  | No s'ha de confondre amb Megalòpolis, una ciutat de Grècia. |

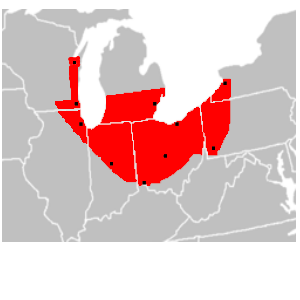
Megalòpolis de ChiPitts

Una megalòpoli o megalòpolis (del grec μεγαλόπολις megalòpolis, 'ciutat gran') és una àrea metropolitana molt extensa o una llarga cadena d'àrees metropolitanes gairebé contínues. Una megalòpoli també pot definir-se com la coalescència que resulta del creixement independent de diverses àrees metropolitanes. El terme va ser utilitzat per primera vegada als Estats Units per Jean Gottman el 1957, per referir-se al conjunt d'àrees metropolitanes de la costa est d'aquell país, que s'estén des de Boston, Massachusetts fins a la ciutat de Washington, D.C. i que inclou la ciutat de Nova York i Filadèlfia, i que es coneix com Bos-Wash.
En diverses publicacions s'han definit altres regions com a megalòpolis als Estats Units—com ara ChiPitts, la megalòpoli de Chicago a Pittsburgh; NorCal, la megalòpoli al voltant de San Francisco; i Southland, la megalòpoli al voltant de Los Angeles—, a altres regions de Nord-amèrica—com ara el corredor de la ciutat de Quebec a Windsor al Canadà o la megalòpoli del centre de Mèxic— i a altres continents, com el corredor de Tokaido.
Sovint, hom fa ús d'altres terminologies per referir-se al mateix concepte fora dels Estats Units com ara corona regional de ciutats, i cinturó o corredor.